# Zaleptus gravelyi
Zaleptus gravelyi is een hooiwagen uit de familie Sclerosomatidae.